# Olympische Jugend-Sommerspiele 2014/Teilnehmer (Bosnien und Herzegowina)
| Gelbes Symbol für Goldmedaillen mit stilisierten Olympischen Ringen | Graues Symbol für Silbermedaillen mit stilisierten Olympischen Ringen | Braundes Symbol für Bronzemedaillen mit stilisierten Olympischen Ringen |
| ------------------------------------------------------------------- | --------------------------------------------------------------------- | ----------------------------------------------------------------------- |
| —                                                                   | 1                                                                     | —                                                                       |

Die Jugend-Olympiamannschaft von Bosnien und Herzegowina für die II. Olympischen Jugend-Sommerspiele vom 16. bis 28. August 2014 in Nanjing (Volksrepublik China) bestand aus sechs Athleten. Fahnenträgerin bei der Eröffnungsfeier war die Judoka Aleksandra Samardžić, sie gewann auch die einzige Medaille für ihr Land.

## Athleten nach Sportarten

### Leichtathletik
Jungen
- Stefan Ćuković
1500 m: 16. Platz

### Judo
| Mädchen - Aleksandra Samardžić Klasse bis 78 kg: Silber Mannschaft: Viertelfinale (im Team Nevzorov) | Jungen - Petar Zadro Klasse bis 66 kg: 1. Repechage Mannschaft: Viertelfinale (im Team Van De Walle) |

### Schwimmen
| Mädchen - Branka Vranješ 100 m Freistil: 29. Platz in der Qualifikation 200 m Freistil: 22. Platz in der Qualifikation | Jungen - Vedad Ramić 50 m Freistil: 26. Platz in der Qualifikation 50 m Schmetterling: 24. Platz in der Qualifikation |

### Taekwondo
Mädchen
- Amila Karšić
Klasse bis 49 kg: Viertelfinale